# Maison Pfister

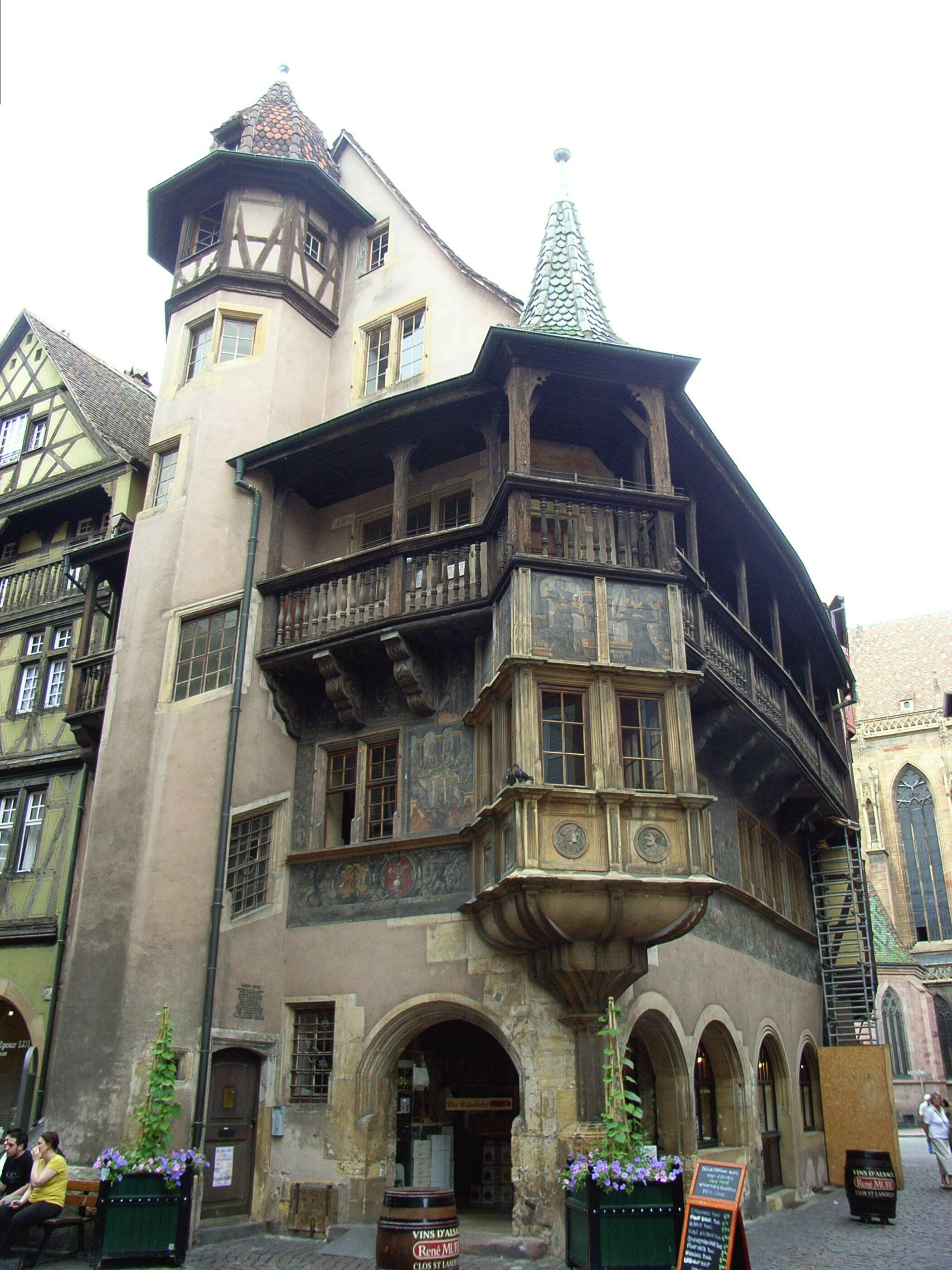
Maison Pfister

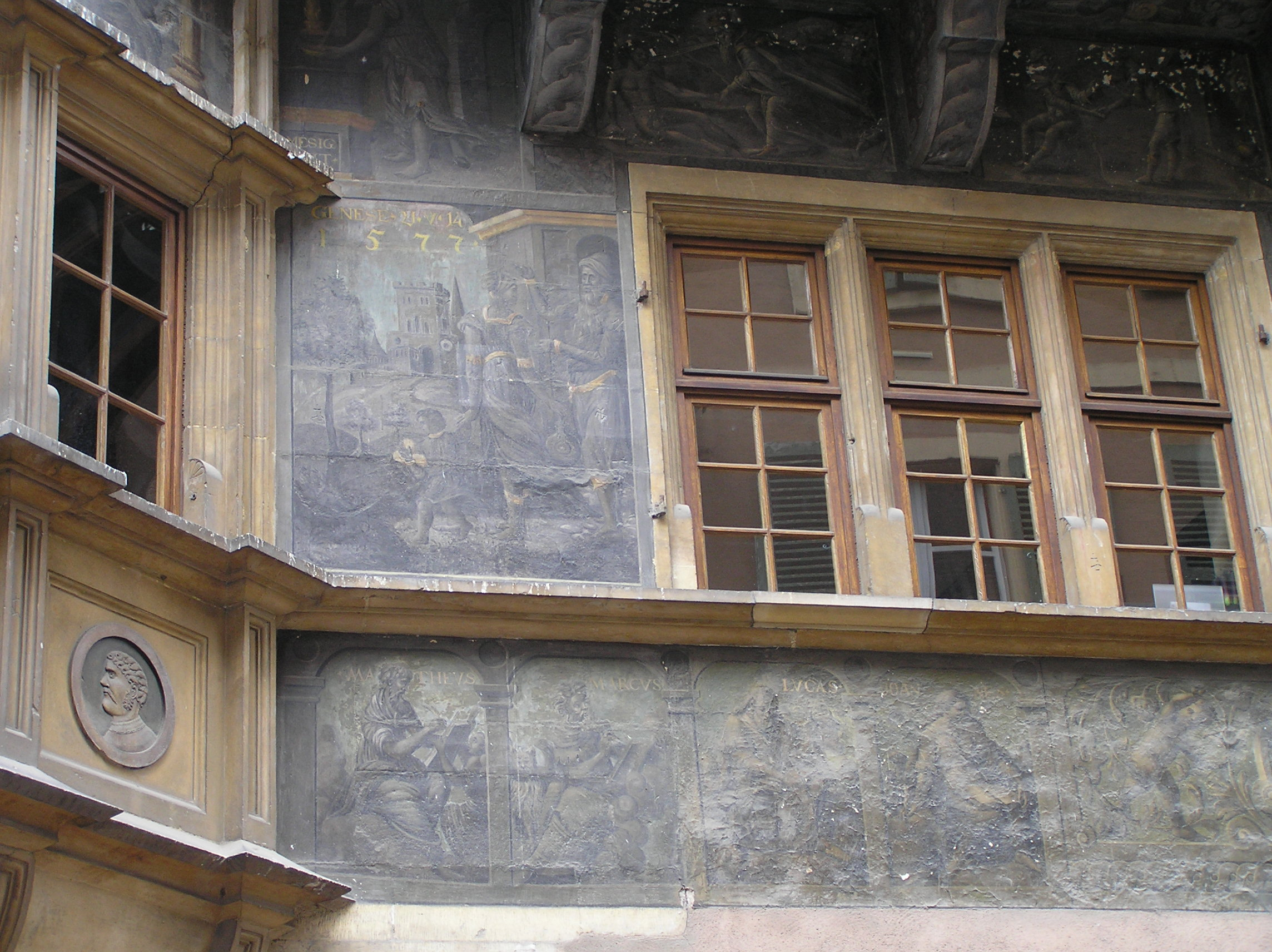
Detail

Maison Pfister is een gebouw uit 1537 in het centrum van Colmar aan de Rue des Marchands en geldt als een juweeltje van de renaissance. Het gebouw heeft een smalle traptoren met klokvormig dak. Aan de buitenkant is het gebouw voor een groot deel beschilderd met afbeeldingen van allerlei personen: Duitse keizers uit de 16e eeuw, de evangelisten, kerkvaders, allegorische figuren en Bijbelse figuren. De schilderingen worden toegeschreven aan Christian Vacksterffer.
Het gebouw werd gebouwd voor een rijke hoedenmaker uit Besançon. De huidige naam verwijst naar een latere eigenaar, de koopman François-Xavier Pfister, die het gebouw in 1841 aankocht.